# Dear Monsters
Dear Monsters —en español: Queridos monstruos— es el tercer álbum de la banda estadounidense de heavy metal Bad Wolves. El disco fue lanzado a través de Better Noise el 29 de octubre de 2021. Fue lanzado el 29 de octubre de 2021 a través de Better Noise Music y fue producido por Josh Gilbert. Es el primer álbum que presenta al vocalista Daniel "DL" Laskiewicz, luego de la salida de Tommy Vext de la banda en enero de 2021 y el último que presenta al guitarrista rítmico Chris Cain, luego de su salida en abril de 2022.

## Antecedentes
Luego de completar su gira promocionando N.A.T.I.O.N. (2019), la banda comenzó a escribir música para su tercer álbum de estudio. En una entrevista en octubre de 2020, el ex-vocalista de Bad Wolves Tommy Vext, confirmó que la banda casi había completado su tercer álbum de estudio y que podrían lanzarlo seis meses antes exclusivamente a través de Patreon. Sin embargo, el 8 de enero de 2021, Vext anunció su salida de la banda, con la intención de lanzar su propia carrera en solitario.
El 2 de junio de 2021, Bad Wolves anunció que Daniel "DL" Laskiewicz se había unido a la banda como su vocalista principal y que estaban trabajando en su tercer álbum llamado Dear Monsters, que afirmaron sería "el mejor álbum de Bad Wolves hasta la fecha". Laskiewicz participó anteriormente en la composición de N.A.T.I.O.N.
Según Laskiewicz, "El álbum Dear Monsters estaba terminado en un 60% cuando me uní a la banda". A pesar de esto, Laskiewicz participó en la composición de canciones y ayudó a los otros miembros de la banda a completar el 40% restante del álbum.

## Lanzamiento y promoción
Es apoyado por los sencillos "Lifeline" y "If Tomorrow Never Comes". Bad Wolves originalmente iba a promocionar el álbum como acto de apoyo en la gira europea de Tremonti en enero de 2022, pero la gira se reprogramó más tarde. En cambio, apoyaron la gira Kill The Noise de Papa Roach en marzo de 2022.

## Lista de canciones
| N.º | Título                    | Duración |  |
| 1.  | «Sacred Kiss»             | 4:04     |  |
| 2.  | «Never Be the Same»       | 3:50     |  |
| 3.  | «Lifeline»                | 3:13     |  |
| 4.  | «Wildfire»                | 3:16     |  |
| 5.  | «Comatose»                | 4:03     |  |
| 6.  | «Gone»                    | 3:40     |  |
| 7.  | «On the Case»             | 3:27     |  |
| 8.  | «If Tomorrow Never Comes» | 3:08     |  |
| 9.  | «Springfield Summer»      | 4:16     |  |
| 10. | «House of Cards»          | 4:19     |  |
| 11. | «Classical»               | 3:33     |  |
| 12. | «In the Middle»           | 4:09     |  |

## Personal
Bad Wolves
- Daniel "DL" Laskiewicz - voz principal
- Doc Coyle - guitarra principal, coros
- Chris Cain - guitarra rítmica, coros
- Kyle Konkiel - bajo, coros
- John Boecklin - batería, percusión, productor